# دايا نويفا
بلدية دايا نويفا (بالإسبانية: Daya Nueva)‏, هي بلدية تقع في مقاطعة اليكانتي. جنوب شرق إسبانيا. يبلغ عدد سكانها 1.676 نسمة.

## أعلام
- خوسيه ريكو بيريز